# オール・マイ・ライフ
「オール・マイ・ライフ」（原題：All My Life）は、カーラ・ボノフが書いたヒット曲で、オリジナルはボノフ自身がアルバム『ニュー・ワールド』（1988）に収録した。 

## 解説
翌年、リンダ・ロンシュタットとアーロン・ネヴィルは、ロンシュタットのトリプルプラチナ認定アルバム『クライ・ライク・ア・レインストーム』(英語版)（1989）でデュエットとしてこの曲を演奏した。これは、ロンシュタットとネヴィルによる2番目の世界的なヒットとなった。 
この曲は1990年初頭にシングルとしてリリースされ、ビルボード・アダルト・コンテンポラリー・チャートで3週間1位、 キャッシュボックストップ100チャートと、ビルボードホット100チャートの両方で11位となった。それはデュオにとってもう一つの国際的なヒットだった。カナダとアイルランドで10位に達した 。
ラジオでのオンエアによってこの歌はすでにビルボードのアダルトコンテンポラリーチャート（エアプレイのみを監視）のトップ10に入っていた。 
「オール・マイ・ライフ」は1991年のグラミー賞でデュオまたはグループのボーカルによるベストポップ賞を受賞した。 

## チャート

### 年末チャート
| チャート（1990）                | ポジション |
| ------------------------------- | ---------- |
| カナダトップシングルス（ RPM ） | 88         |

## パーソネル
- リンダ・ロンシュタット - ボーカル
- アーロン・ネヴィル - ボーカル
- ドン・グロニック - ピアノ
- アンドリュー・ゴールド - エレクトリックギター
- マイケル・ランドウ - エレクトリックギター
- リー・スクラー - ベース
- ラス・カンケル - ドラムス
- マイケル・フィッシャー - パーカッション
- ロビー・ブキャナン - キーボード
- スカイウォーカー交響楽団がデビッド・キャンベルによって編曲され指揮された